# Usadiszcze (rejon bieżanicki)
Usadiszcze (ros. Усадище) – wieś (ros. деревня, trb. dieriewnia) w zachodniej Rosji, w osiedlu wiejskim Bieżanickoje rejonu bieżanickiego w obwodzie pskowskim.

## Geografia
Miejscowość położona jest w pobliżu rzeki Bieriezowka, 19 km od centrum administracyjnego osiedla wiejskiego i całego rejonu (Bieżanice), 139 km od stolicy obwodu (Psków).

## Demografia
W 2010 r. miejscowość zamieszkiwało 5 osób.